# ETMS
ETMS (англ. Electronic Territory Management System) — геоінформаційний концепт CRM, в основу якого покладений територіальний принцип розподілу діяльності компанії чи її представників, де використовується метод особистих продажів чи контактів з представниками компанії. Може використовуватись у фармацевтичній, харчовій промисловості, сфері послуг, торгівлі. Подібний концепт дозволяє вести управління продажами на території покриття компанії, проводити оцінку їх ефективності.
У більшості випадків, ключовою задачею, яку вирішує система ETMS є розподіл роботи між співробітниками зовнішньої служби, а саме території покриття компанії. Такі системи дозволяють користувачеві у зручному інтерфейсі створити еквіпотенційні, за різними ринковими показниками, зони присутності підрозділів та співробітників на них.